# Myotis keenii
Myotis keenii es una especie de murciélago de la familia Vespertilionidae.

## Distribución geográfica
Se encuentra en Canadá y Estados Unidos.